# Joshuella striata
Joshuella striata är en kvalsterart som beskrevs av Wallwork 1972. Joshuella striata ingår i släktet Joshuella och familjen Gymnodamaeidae. Inga underarter finns listade i Catalogue of Life.